# Quebrada de Guatacondo
La quebrada de Guatacondo (a veces Huatacondo) es un curso natural de agua intermitente, que nace en el altiplano y sus cerros y estribaciones occidentales de la Cordillera de los Andes y fluye hacia el oeste por la Provincia del Tamarugal bordeando el poblado de Huatacondo de la Región de Tarapacá hasta sumirse en el salar de Llamara que pertenece a cuenca del río Loa.

## Trayecto
En el inventario de cuencas de Chile, esta quebrada aparece en la cuenca del río Loa, en la subcuenca 02113 (salar de Llamara) y el Centro de Investigación y Estudio de Recursos Hídricos, cuenta a la quebrada como un afluente del Salar de Llamara.
Sin embargo, tanto Hans Niemeyer: 78 como la Corporación Nacional Forestal: 2 la considera como uno de los siete afluentes  que se sumen en la pampa del Tamarugal. Esta confusión fue analizada por Niemeyer en su obra: "Asimismo, en el sur la divisoria de aguas entre esta cuenca [Pampa del Tamarugal] y la del Loa no está bien definida y hay autores que piensan que la quebrada de Guatacondo y algunas quebradas menores qua le siguen al sur ya pertenecen a la cuenca del Loa.": 59 
Nace en la Serranía y Altos de Guatacondo de la confluencia de tres quebradas principales: desde el Norte y el Este, en las quebradas localizadas alrededor del Cerro Petentecaya (hacia el Norte de la Quebrada de Guatacondo), y se juntan a la Quebrada de Huinquintipa (de oeste a este) y luego, ya en la Quebrada de Guatacondo, se suma la Quebrada de Ornajuno (que corre de sur a norte). La longitud de la Quebrada es de aproximadamente 90 km, considerando desde su nacimiento en Huinquintipa (su afluente más largo) y hasta el Salar de Llamara y Puquio de los Huatacondinos.

## Caudal y régimen
En Guatacondo su caudal es de 4 l/s.: 78 
El invierno altiplánico puede traer enormes crecidas del caudal de la quebrada. En el verano de 1977 el inusitado caudal destruyó un importante sector de la Carretera Panamericana.  Luis Risopatrón señala que en enero de 1919 se midieron 50 l/s.: 379 
Un informe ambiental describe la situación hídrica de las quebradas que alimentan el salar de Llamara como:
Las condiciones de escurrimiento superficial de estas cuencas y subcuencas [Choja, Guatacondo, Paguana], están dadas por la inexistencia casi total de cursos de agua permanentes. Lo anterior se explica por las condiciones climáticas de la zona en donde predomina una marcada aridez que se ve interrumpida en la época estival por la llegada de masas de aire húmedo provenientes de la zona amazónica, produciendo tormentas convectivas entre diciembre y marzo. Adicionalmente, dadas las condiciones de permeabilidad y a la alta evaporación potencial, el agua precipitada es principalmente devuelta a la atmósfera por evaporación y evapotranspiración. El agua observada en forma más contínua en superficie corresponde a afloramientos puntuales de agua subterránea, que ocurren en loas estrechamientos de los valles por tramos espaciales limitados, antes de volver a infiltrarse.

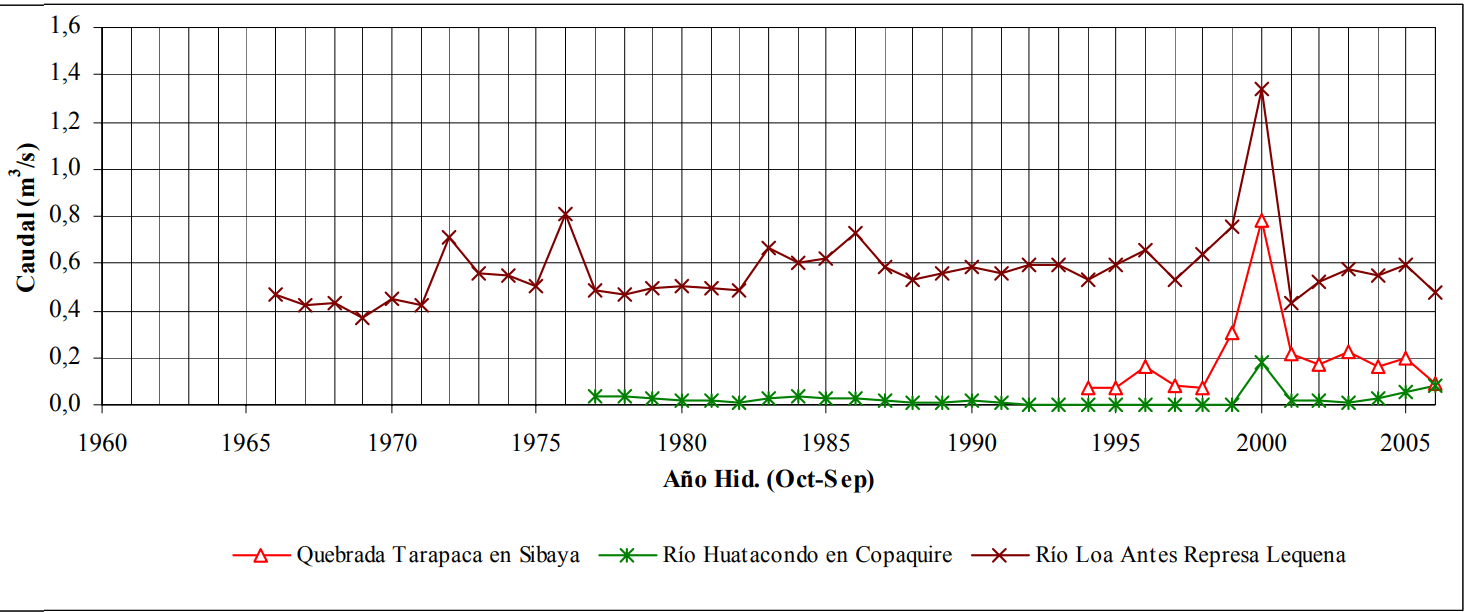
Caudales medios anuales de la quebrada Guatacondo y otros cauces.

## Historia
Niemeyer llama la atención sobre la existencia de restos arqueológicos en la desembocadura de la quebrada en la pampa. Los restos pertenecieron a un pueblo del periodo prehispánico con 80 habitaciones y se pueden distinguir innumerables terrazas de cultivo y una extensa terraza con troncos a ras de suelo, probablemente de algarrobos y tamarugos.: 78 
Francisco Solano Asta-Buruaga y Cienfuegos escribió en 1899 en su obra póstuma Diccionario Geográfico de la República de Chile sobre el lugar:
Guatacondo.-—Aldea del departamento de Tarapacá situada hacia su extremidad del sudeste y bastante apartada á este punto de su capital Iquique. Yace en las últimas faldas occidentales de los Andes por los 20º 51' Lat. y 69° 03' Lon., y en una altura de 2,286 metros sobre el nivel del Pacífico, distando al oriente de él unos 120 kilómetros. Se halla en el fondo de la parte superior de una quebrada de su nombre que baja de los Andes con una ligera corriente de agua, de la cual se aprovecha para el cultivo del corto valle de su asiento. Tiene también en sus inmediaciones minas de plata y de cobre de mediana importancia. Su población es de 720 habitantes.
En la actualidad, en razón de la fuerte demanda que ejercen las compañías mineras sobre los recursos naturales minerales e hídricos que se encuentran en su territorio -especialmente el agua- y desde hace más de una década, la Comunidad Indígena Quechua de Huatacondo ha venido desarrollado una serie de programas de investigación y estudio en materia medio ambiental, arqueológica, paleontológica, histórica y etnohistórica, produciendo una gran cantidad de información sobre el territorio comunitario de Guatacondo y su gente.
En el aspecto arqueológico, se ha demostrado el poblamiento desde 13000 AP en la Quebrada de Manín, destacándose la construcción de geoglifos desde el período formativo y hasta bien entrado el período colonial.
Esto incluye un recorrido de linderos de 1583, en que aparece el Cacique Uquimone en nombre de la Comunidad, como invitado a demarcar su territorio desde la Apacheta Huayllas, al norte del Salar de Coposa, que es también el vértice noreste del Territorio Comunitario.